# Isotomurus nebulosus
Isotomurus nebulosus is een springstaartensoort uit de familie van de Isotomidae. De wetenschappelijke naam van de soort is voor het eerst geldig gepubliceerd in 1998 door Lek & Carapelli.